# Igls
 (décembre 2019).
Si vous disposez d'ouvrages ou d'articles de référence ou si vous connaissez des sites web de qualité traitant du thème abordé ici, merci de compléter l'article en donnant les références utiles à sa vérifiabilité et en les liant à la section « Notes et références ».
Igls est une station de sports d'hiver autrichienne, située à quelques kilomètres du centre-ville d'Innsbruck, à 900 mètres d'altitude. Elle a accueilli les épreuves de plusieurs disciplines sportives lors des Jeux olympiques d'hiver de 1964 et des Jeux olympiques d'hiver de 1976 telles que la luge, le bobsleigh ou la descente masculine de ski alpin.
Son équipement sportif complet atteste la proximité d'une grande ville et la faveur d'une clientèle aisée.
Chaque année, des épreuves internationales de luge, de bobsleigh et de skeleton se tiennent dans la station. Il est même possible pour les touristes de descendre la piste d'Igls l'été à bord d'un bobsleigh monté sur roues et de passer la célèbre boucle (virage à 360°) avant de terminer dans le labyrinthe à plus de 100 km/h.
Igls est aussi le point de départ de magnifiques randonnées en forêt sur les pentes du Patscherkofel (2 250 mètres) agrémentées d'auberges de montagne où bières et spécialités tyroliennes vous sont proposées. Les vues sur la vallée de l'Inn, Innsbruck et les montagnes environnantes sont parmi les plus belles des Alpes.